# Hirundapus
Hirundapus är ett släkte fåglar i familjen seglare med fyra arter som förekommer från Sibirien till Sulawesi:
- Taggstjärtseglare (H. caudacutus)
- Silverryggig taggstjärtseglare (H. cochinchinensis)
- Brunryggig taggstjärtseglare (H. giganteus)
- Purpurtaggstjärtseglare (H. celebensis)